# Let It Roll
Let It Roll je drum and bassový festival. Na české taneční scéně se pojem Let It Roll objevil již v roce 2002. Let It Roll začínal jako série klubových akcí a následně se konal v pražských továrních halách, které se rychle staly nejnavštěvovanějšími drum and bassovými akcemi v České republice.[zdroj?] V roce 2008 se organizátoři rozhodli vedle zimní edice halových akcí uspořádat i letní open air festival. Festival Let It Roll se už od začátku odlišoval od jiných festivalů originálním designem pódií.[zdroj?]

## Historie
Na první ročník do prostoru pískovny Oplatil ve Starých Ždánicích u Pardubic dorazilo přes 3000 návštěvníků. Ještě úspěšnějším se stalo druhé pokračování v roce 2009, kdy na festival dorazilo téměř 4000 lidí.[zdroj?] V roce 2011 a 2012 pak návštěvnost vzrostla na 7000 návštěvníků.
V roce 2013 se festival z místa konání v blízkosti obce Staré Ždánice na Pardubicku přestěhoval do Benešova ve Středočeském kraji. Festival v roce 2014 navštívilo přes 15 000 návštěvníků denně. V roce 2015 se festival přesunul na bývalé vojenské letiště u Milovic a počet návštěvníků přesáhl číslo 23 000 za jediný den.[zdroj?] V roce 2025 se festival již nebude konat v Milovicích, ale v Mostě.
V roce 2011 festival Let It Roll expandoval na Slovensko a do Polska. Let It Roll má i zimní verzi festivalu s názvem Let It Roll Winter, která se každoročně pořádá v Česku, na Slovensku a v Polsku. Doprovodná akce Let It Roll On Tour expandovala roku 2012 i za hranice České republiky a uskutečnila se v Rakousku, Maďarsku, Slovensku a Polsku. Stejně tak klubové akce Let It Roll Warm Up překročily české hranice a odehrály se v Itálii, Švýcarsku, Německu, Anglii, Francii, Norsku, Slovinsku, Španělsku, Portugalsku, Holandsku a dokonce i v Jižní Americe v Kolumbii.

### Klubové akce, tovární haly

#### 1. edice
- Místo konání: Klub Mlejn, Praha
- Datum: 16. 11. 2002
- DJs: Yukimura, Suki, Rave Boy, Gardezitty crew, Bassbeast S.S.
- Chillout: Anděl, Lomesh Kolíbal, Afrika Soundsystem

#### 2. edice
- Místo konání: Abaton, Praha
- Datum: 15. 3. 2003
- DJs: Acid Freaks, Beat El Jude (FR), Bassbeast crew, Suki, Yukimura, Rave Boy
- MCs: Dr. Kary, Nu.C
- Chillout stage: Love Corner Sound (FR), Irie Memba, Coltrcharam, No Aka

#### 3. edice
- Místo konání: Brandýs nad Labem - Proboštská jezera
- Datum: 11. 7. 2003
- DJs: Base (Rizla Sound/DE), Derrick (Ulan Bator/DE), Suki (TN), Aphrikka Natty National, Gardenzitty Sound System
- MCs: Dr. Kary, Reefah, Princess T, SuppaF, Adrenalin
- Reggae DanceHall stage: Rizla sound, Aphrikka Natty National, Yukimura, Irie Memba, Andel

#### 4. edice
- Místo konání: Abaton, Praha
- Datum: 14. 11. 2003
- DJs: Alif Sound System (FR), Yukimura, Suki, Raveboy, Aphrikka,
- MCs: Dr. Kary, Nu.C
- Invasian stage: Horem Dholem, Kaliyuga Sound, Ravi, Shin, Yuki, Coi.Tcharam
- Reggae & Dancehall stage: Babylonrocker, Earl 16 (UK/Jam), Love Corner Sound (FR), Pro Soundsystem, Bingi Dem Kru, Beatz Smokin‘ Weedz

#### 5. edice
- Místo konání: Abaton, Praha
- Datum: 5. 3. 2004
- DJs: Mickey Finn (UK), Jude (FR), Gravebongaz (FR), Suki, Yukimura, Shin a.k.a Amen Don (Gardenzitty), Bass Beast Sound Systém
- MCs: M# (FR), Dr, Kary, Nu.C
- Reggae & dancehall stage: Sensi Movement (DE), Pro Sound System, Bingi Dem Crew
- Bhangra & Asian underground: Kaliyuga Sound System feat. Coltcharam, Mustakillah Sound Squad

#### 6. edice
- Místo konání: Abaton, Praha
- Datum: 27. 9. 2004
- DJs: Nicky Blackmarket (UK), Katcha, Yukimura, Gardenzitty, Suki, Mad4ce, Shin
- MCs: Dr. Kary, Nu.C
- Reggae stage: General Levy (UK), Bingidem kru, Aphrikka Sound Systém, Irie Memba, Admirál Kolíbal
- Asian stage: Kaliyuga Sound, Perkuse + hosté

#### 7. edice
- Místo konání: Abaton, Praha
- Datum: 14. 1. 2005
- DJs: Remarc (UK), Suki, Yukimura, Mad4ce, Pixie & Wash,
- MCs: Dr. Kary, Nu.C, Adrenalin
- Reggae stage: Aphrikka Naty National, Bingi Dem, Ghetto Youths
- Chillout: Shin, Coltcharam, Mik, Suppafly

#### 8. edice
- Místo konání: Harfa, Praha
- Datum: 15. 4. 2005
- DJs: Aphrodite (UK), UK Apache, Top Cat, Babe LN, Suki, Yukimura, Tele2Beatz, Mad4ce, Chong X, Love Corner Sound (FR), Pro Sound Systém, Bingidem Kru, Irie Memba, Suppafly, Coltcharam, Baltazar, Ravi
- MCs: Nu.C, Dr. Kary, Adrenalin, Mikatchou

#### 9. edice
- Místo konání: Abaton, Praha
- Datum: 16. 11. 2005
- DJs: Ray Keith (UK), Nicky Blackmarket (UK), Suki, Kyanid, Wash
- MCs: Nu.C, Jacob, Lindee, Tweety Twizah
- Reggae: Pionear, Ill Inspecta, Upliftment, Big Famili, Admirál Kolíbal, Prosound system, B.Rokka, Mara Mara
- Chillout: Suppafly, Ravi, Joke
- Raggajungle: R-Cola, Mad4ce, Chong X, Rich, Yukimura, Raveboy

#### 10. edice
- Místo konání: Harfa, Praha
- Datum: 7. 5. 2006
- DJs: Roni Size (UK), Bongo Chilli (JAM), Impact (CH), Irie Steppaz (DE), Damalistik (FR), Inspiral X62, Katcha, Pixie, Roccaflex, Beatz Smokin‘ Weedz, Admirál Kolíbal, Coltcharam, Wadi, Yukimura, Shin, Asian Percussion, Dancehall Queen, Mara Mara, Tribo Fuego
- MCs: Dynamite, Jacob, Nu.C

#### 11. edice
- Místo konání: Hrad Točník
- Datum: 18. 8. 2006
- DJs: Phantasy (UK), Ragamuffin Whiteman (BE), Babylon Rocker, Chong X, Rich, Iriememba, Pixie, Wash, Peeni Walli, Appu, Technical, Herby Boy, Suki
- MCs: Jacob

#### 12. edice
- Místo konání: Harfa, Praha
- Datum: 27. 9. 2006
- DJs: Aphrodite (UK), YT (UK), Muffler (FIN), Hunter D (UK), Irie Steppaz (DE), Ebola (FR), P.No, Suki, Kyanid, Ghetto Youths (SK), Pro Sound System, Roccaflex, Showstaarzzz
- MCs: Det, Lord Bitum (FR), Ardimann (IT), Jacob, Nu.C

#### 13. edice
- Místo konání: Abaton, Praha
- Datum: 19. 1. 2007
- DJs: Potential Bad Boy (UK), Pascal (UK), Swan-E (UK), Tenor Fly (UK), Boj Lucki (SWE), Irie Steppaz (DE), Suki, Katcha, Beast 67, Chong X, Rich, Basstien, Shin, Wodnya, Pavlač Zewls, Admirál Kolíbal, Royal Hi-Fi, Ravi, Suppafly, Coltcharam
- MCs: Jacob, Nu.C

#### 14. edice
- Místo konání: Abaton, Praha, Evelopa & U-Klub, Olomouc
- Datum: 13. 4. 2007, 14. 4. 2007
- DJs: Shy FX & Benny Page (UK), Ragga Twins (UK), Damalistik (FR), Jungle Lion Sound aka D.I.S & Base (DE), Ambush! (DE), Senji (DE), Deadly Viperz, Suki, Pixie, Wash, Rich, Basstien, Shede, Appu, Medis, Rocca Flex, Brokka, Waddup!, Shin, Coltcharam, Mikuláš, Pavlač Zewls, Coltcha United, Pete Walk, Andrea Fiorino, Wolscha, Stewe, Disharmonic, Woofer
- MCs: Jacob, Nu.C, Youngblood (DE), Was

#### 15. edice
- Místo konání: Chirana, Praha
- Datum: 15. 2. 2008
- DJs: Ed Rush (UK), Shy FX (UK), Pendulum (UK), Aphrodite (UK), Tester & Debaser (USA/CAN), Lady Lite (BEL), Katcha, Philip TBC, Pixie & Suki, Babylon Rocker Feat Live: Coppa Stone, Missy M. & Misho (SK), P.No, Irie Membra, Peeni Walli,
- MCs: Verse (UK), Amdiez (FR), Jacob, Nu.C

### Letní festival

#### 1. ročník
- Místo konání: Pískovna Oplatil, Staré Ždánice
- Datum: 25.–26. 7. 2008
- DJs: Freestylers, Future Prophecies, Schratch Perverts, Adam F, Phantasy, Futurebound, Baron, TC, Vicious Circle, Raiden, Phace, Axiom, Ixindamix, 4Kuba, RCola a další
- Návštěvnost: 3 000 účastníků
- 3 stage

#### 2. ročník
- Místo konání: Pískovna Oplatil, Staré Ždánice
- Datum: 24.–25. 7. 2009
- DJs: Andy C, LTJ Bukem, Ed Rush & Optical, Chase & Status, Noisia, Congo Natty, Cyantific, Commix, Calyx, Spectrasoul, Temper D, a další..
- Návštěvnost: 4 000 účastníků
- 3 stage

#### 3. ročník
- Místo konání: Pískovna Oplatil, Staré Ždánice
- Datum: 23.–24. 7. 2010
- DJs: Sub Focus, Matrix & Futurebound, Original Sin, Temper D, High Contrast, London Electricity, Cyantific, Marcus Intalex, Marky, Calibre, Spor, Gemini, Chris Renegade a další
- Návštěvnost: téměř 6 000 účastníků
- 2 stage

Jednalo se o první Let It Roll s labelovými noci. Hlavní stage ve tvaru letadla, které se vyrábělo 4 týdny, patřila médiu Drumandbass.cz & Hospitality. Druhou stage obsadili Solution Recordings & Lifted.

#### 4. ročník
- Místo konání: Pískovna Oplatil & ostrovní areál, Staré Ždánice
- Datum: 22.–23. 7. 2011
- DJs: LTJ Bukem, Friction, Netsky, Camo & Krooked, Aphrodite, Hazard, Drumsound & Bassline Smith, Brookes Brothers, Original Sin, DC Breaks, Wilkinson, Alex Perez, Audio, Break, Icicle, The Prototypes, N-Type, Trolley Snatcha, Subscape a další
- Návštěvnost: 7 000 účastníků
- 5 stages

Plážový Let It Roll s hlavní stagí ve tvaru hlídkové věže pobřežní hlídky. Celý festival se přestěhoval přes silnici ve Starých Žďánicích na ostrovní areál. V tomto roce se poprvé letní Let It Roll konal i mimo hranice ČR, konkrétně na Slovensku a v Polsku.

#### 5. ročník
- Místo konání: Pískovna Oplatil, Staré Ždánice
- Datum: 20.–21. 7. 2012
- DJs: Camo & Krooked, Flux Pavilion, Dirtyphonics, Caspa, The Qemists, DJ Fresh, MC Dynamite, Loadstar, A.M.C, Calyx & TeeBee, Tantrum Desire, Kasra, Spectrasoul, Rockwell, Enei, Crissy Criss, Reso, Mefjus, Tunnidge a další
- Návštěvnost: 7 000 účastníků
- 4 stage

Hlavní stage tohoto ročníku byla vydekorována do apokalyptické scény s hořícími barely, vraky aut a první pyro show. Během sobotního odpoledne v nedaleké pískovně Oplatil utonul jeden z návštěvníků.

#### 6. ročník
- Místo konání: Areál bývalých kasáren, Benešov
- Datum: 2.–3. 8. 2013
- DJs: Netsky, Noisia, Andy C, Feed Me, Black Sun Empire, Calyx & TeeBee, Drumsound & Bassline Smith, Ed Rush & Optical feat. Ryme Tyme, Wilkinson, Ayah Marar Live, Audio,  The Upbeats, John B, Culprate, Koven Live, Gridlok, Optiv & BTK, A.Skillz, Elite Force, A.M.C, Neonlight, Mind Vortex, Nicky Blackmarket a další
- Návštěvnost: 15 000 účastníků
- 6 stages

Let It Roll poprvé představil hlavní stage ve tvaru velkého robota a zavedl první dramaturgicky promyšlenou Opening Show.

#### 7. ročník
- Místo konání: Areál bývalých kasáren, Benešov
- Datum: 1.–2. 8. 2014
- DJs: Netsky Live, Andy C, Camo & Krooked, Wilkinson, Dirtyphonics, , Ed Rush & Optical, London Elektricity, TC, Black Sun Empire, Loadstar, Fred V & Grafix, The Upbeats, Metrik, Ayah Marar Live, Audio, 50 Carrot, A.M.C, A.Skillz, Etherwood, Far Too Loud, Forbidden Society, Frankee, Macky Gee, Mefjus, N.O.H.A., Kenny Ken,  Maztek a další
- Návštěvnost: cca 18 000 účastníků
- 7 stages

Roboti poprvé ovládli všechny stages a ve stejném stylu byl i poprvé vydekorován kompletně celý areál. Hlavní stage tohoto ročníku (robot v pohybu) byla v té době doposud největší postavená stage.

#### 8. ročník
- Místo konání: Letiště Milovice, Milovice
- Datum konání: 30. 7. – 1. 8. 2015
- DJs: Andy C, Audio, DC Breaks, Ed Rush, Friction, High Contrast, Metrik, Noisia, Spor, The Prototypes, Wilkinson, Zinc, A-Cray, Annix, Ant TC1, Aze, B-Complex, Black Sun Empire, Break, Changing Faces, Counterstrike, D-Bridge, Dillinja, Disaszt, DJ Hype, DLR, Emperor, Enei, Etherwood, Friction, Goldie, Hybrid Minds, Icicle – Entropy Live, Ivy Lab, Jade, Joe Ford, Kasra, L33, Lenzman, Madface, Maztek, Mefujs, Mindscape, Misanthrop, Murdock, Neonlight, Optiv & BTK, Original Sin, Phace, Pythius, QO & Computer Artist, Rido, Rockwell, Skism, Spectrasoul, State of Mind, Technimatic, Telekinesis, Ulterior Motive
- Návštěvnost: cca 20 000 účastníků
- 8 stages

Na přání návštěvníků byl festival poprvé třídenní.[zdroj?]

#### 9. ročník
- Místo konání: Letiště Milovice, Milovice
- Datum konání: 28.–30. 7. 2016
- DJs: Chase & Status, Andy C, Camo & Krooked, High Contrast, Netsky, Pendulum, Wilkinson, Noisia, A.M.C., Audio, Black Sun Empire, Calyx & Teebee, Critical Soundsystem ft. Emperor & Kasra, Culture Shock, Delta Heavy, Dimension, DJ Marky, Ed Rush & Optical, Etherwood, Forbidden Society, Frankee, Frad V & Grafix, Insideinfo, John B, June Miller, Keeno, Krakota, L33, Lenzman, Levela, Logistics, London Elekricity, Macky Gee, Madface, Maduk, Matrix & Futurebound, Mefjus, Metric, Neonlight, Nicky Blackmarket, Optiv & BTK, Phace, Pythius, QO & Computerartist, Rene Lavice, Rido, Rockwell, Shimon, State of Mind, Subtensin, Telekinesis, The Prototypes, The Upbeats, Trilo a další
- Návštěvnost: cca 25 000 účastníků
- 9 stages

Design hlavní stage evokoval kosmickou loď – archu – která uvedla v život robotický festivalový příběh. Kromě hlavního pódia se velké změny dočkala i Madhouse stage. Dalšími novinkami byly: LIR autobus, ve kterém se uskutečnilo 9 bus parties & prodloužená, téměř 20 minutová Openning Show a zahájení série Beats Evolution Conference.[zdroj?]

#### 10. ročník
- Místo konání: Letiště Milovice, Milovice
- Datum konání: 3.–5. 8. 2017
- DJs: Andy C, Camo & Krooked, High Contrast, Netsky, Sigma, Sub Focus, Wilkinson, London Elektricity BigBand, A.M.C, Agressor Bunx, Alix Perez, Annix, Bad Company, Black Sun Empire, Calyx & Teebee, DC Breaks, Delta Heavy, Dimension, DJ Guv, Drumsound & Bassline Smith, Emperor, Etherwood, Fava MC, Fred V & Grafix, Friction, Hybrid Minds, Hype B2B Hazard, June Miller, Keeno, Killbox (Ed Rush & Audio), L33, Levela, LTJ Bukem, Matrix & Futurebound, Mefjus, MOB Tactics, Neonlight, Nu:logic, Original Sin, Prolix,  S.P.Y, SASASAS, State of Mind, Sub Zero, Subtension, Tantrum Desire, Teddy Killerz, The Prototypes, The Upbeats, Turno, Zombie Cats, Benny L, Hallucinator, Forbidden Society, JKutlo, Shimon, The Clamps, The Panacea, TR Tactics a další
- Návštěvnost: cca 28 000 účastníků[zdroj?]

- 9 stages

Hlavní stage byla v tomto roce co do rozměrů největší stagí, která kdy byla (na Let It Rollu) postavena. Dvacetiminutová Opening show s hudbou od britského dua Calyx & Teebee návštěvníky zasvětila do další části festivalového příběhu - nesmrtelnosti. Festival představil spoustu inovací, jako je bezhotovostní platební systém, Hangar nonstop stage, nová Open air stage Shredder, BEC Conference stan, nové denní aktivity, upgradovaný Let It Roll bus, kompletní recyklační program Roll In Green a další.[zdroj?]

#### 11. ročník
- Místo konání: Letiště Milovice, Milovice
- Datum konání: 1.–3. 8. 2018
- DJs: Andy C, Camo & Krooked, Netsky, Noisia, Pendulum, Wilkinson, 1991, A.M.C, Abis & Signal, Alix Perez, Annix, Aphrodite, B-Complex, BCee, Benny Page, Bensley, Black Sun Empire, Bladerunner, Break, Calyx & TeeBee, Coppa Live, Culture Shock, Current Value, Cyantific, Danny Byrd, dBridge, Delta Heavy, Dimension, Dirtyphonics, DJ Kentaro, DJ Marky, Drumsound & Bassline Smith, Dub Phizix & Stragegy, Eatbrain League (Jade b2b Mindscape b2b Fourward ft. Coppa), Emperor, Enei, Erb N Dub, Etherwood, Frankee, Fred V & Grafix, Friction, Gentlemen’s Club, Halogenix, Hedex, Hybrid Minds, Hype b2b Hazard, Icicle, InsideInfo, Joe Ford, Jubei, Kasra, Keeno, Killbox (Ed Rush & Audio), Kings Of The Rollers, Levela, Loadstar, Logan D, London Elektricity, LSB, Maduk, Majistrate, Matrix & Futurebound, Maztek, Mefjus, Metrik, Mind Vortex, Misanthrop, Muzzy, Neonlight, Nu Elementz, Nu:Logic, Nymfo, Phace, Pola & Bryson, Prolix, Pythius, Ragga Twins, René LaVice, Rido & Thomas Oliver, Riya, Rockwell, S.P.Y, SASASAS, Seba, Shimon, Skeptical, SpectraSoul, State Of Mind, Sub Zero, Tantrum Desire, TC, Technimatic, Teddy Killerz, The Prototypes, The Upbeats, Turno, Ulterior Motive, Whiney, Zardonic, A-Cray, Akov, Alley Cat, Audeka, Benny L, Blackley, Bop, Broken Note, Changing Faces, Disprove, DJ Hidden, DJ SS, Donny, Dope Ammo, Dossa & Locuzzed, Ed:It, Ekko & Sidetrack, Fixate, Forbidden Society, Fortitude, Gancher & Ruin, Glitch City, Gydra, Hallucinator, Insomniax, Inward, Hanzo & Randie, Kanine, Katharsys, Klax, L Plus, Lady V Dubz, Liveon, Madface, Malux, Merikan, Monty, No Concept, Potential Badboy, QZB, Rahmanee, Robyn Chaos, S9, Selecta J-Man, Shyun, Simula, Sinister Souls, Strategy, Subtension, Symplex, Thrasher, Tobax, Trilo, Tsuki, Twisted Individual, Upgrade, Urbandawn, Villem & McLeod a další
- Návštěvnost: cca 30 000 účastníků[zdroj?]

- 9 stages

Hlavní stage v tomto roce opět povyrostla co do výšky, dominovaly jí 3 podobnizny robotů z festivalového příběhu. Ten poodkryl další kapitolu z války mezi znepřátelenými frakcemi, která vedla ke zničení jejich původní planety, ale také znovunalezení ztraceného portálu. Na dvacetiminutové Opening show se tentokrát podílelo hned 6 producentů - ABIS, Joe Ford, Mefjus, Muzzy, Rido a The Prototypes. Dále se rozšiřoval doprovodný program festivalu, přibylo oblíbených Bus Parties, nabitý program nabídl již podruhé v řadě BEC stan.[zdroj?]

#### 12. ročník
- Místo konání: Letiště Milovice, Milovice
- Datum konání: 31. 7. – 4. 8. 2019
- DJs: Chase & Status, Andy C, Camo & Krooked, Dimension, High Contrast, Noisia, Pendulum, Sub Focus b2b Wilkinson, Black Sun Empire, Delta Heavy, Dirtyphonics, Macky Gee, 1991, 3RDKND, A.M.C, Abis, Akov, Anatomix, Audido, B - Complex, Benny L, BMotion, Bou, Breakage, Bredren, Calyx & Teebee, Cause4Concern, Changing Faces, Chris.Su, Circuits, Counterstrike, Culture Shock, Current Value, Cyantific, Danny Byrd, Dispatch 360 Sound, DJ Markyy, Document One, Dossa & Locuzzed, Drumsound & Bassline Smith, Dub Element, Jade b2b Teddy Killerz b2b Fourward b2b Coppa, Ed Rush, Edlan, Emperor, Etherwood, Feint, Flava D, Gerra & Stone, GLXY, Gydra, Hallucinator, Halogenix, Hedex, HLZ, Humanature, Hybrid Minds, Hybris, Icicle, Insideinfo, Inward, Hanzo & Randie, James Marvel, John B, K Motionz, Kanine, Kasra, Keeno, Killbox, Kings of the Rollers, Kiril, Kove, Koven, Krakota, Kyrist, Lenzman, Levela, London Elektricity, LSB, Madface, Maduk, Magnetude, Malux, Matrix & Futurebound, Matzet, Mefjus, Merikan, Mizo, Monty, Muzzy, Neonlight, North Base, Nymfo, Original Sin, Phace & Misanthrop, Problem Central, Pythius, QZB, Redpill, René Lavice, Rido, Riya, S.P.Y, Shimon, Signal, Skeptical, Smooth, Spectrasoul, State of Mind, Subtension, Symplex, Synergy, T>I, TC, Technimatic, The Outside Agency, The Prophecy, The Prototypes, The Upbeats, Tobax, Tom Small, Trilo, Trimer, Turno, Unglued, Urbandawn, Whiney, Zombie Cats a další
- Návštěvnost: cca 31 000 účastníků[zdroj?]

- 5 stages

Další ročník festivalu s tématem TO THE STARS. Festivalový areál ozdobilo pět stagí se stage designem - Portál, Shedder, Eve’s garden, Temple a Mothership. Poprvé v historii hlavní stage pracovala s 3D prvky a obrovskou led obrazovkou. O Opening show se postaral ABIS, Hybrid Minds & Inside Info, Icicle, Neonlight and The Outside Agency.[zdroj?]

### Další akce
Kvůli pandemii způsobenou Covid-19 se musel Let It Roll 2020 přesunout na rok 2022. Promotéři však v období od března 2020 do srpna 2021 zorganizovali několik dalších akcí menšího rozměru, na kterých se mohli fanoušci při dodržení bezpečnostních podmínek sejít.[zdroj?]

#### The Renegade Festival 2020
- Místo konání: Beach Park Mlékojedy, Neratovice
- Datum: 31. 7. – 1. 8. 2020
- DJs: Camo & Krooked, Netsky, A.M.C, Black Sun Empire, Koven, Phace, A-Cray, Changing Faces, Forbidden Society, Madface, Rido, Akira, Bifidus Aktif, Blofeld & Magicka, C-Phone, Fallen Gemini, Fourstepper & Excentric, Halbax, N:Force, One Way, Pe:Te, Pixie, Promenade, Ripple, Schooler, Snookey, Suki, Switch, Thiew, Tod, Upfockerz, Voidsec, Volume Plus, X Morph
- Návštěvnost: 1 000 účastníků
- 1 stage

#### Renegade Prague: The Awakening
- Místo konání: Výstaviště Praha, Praha
- Datum: 25.–26. 6. 2021
- DJs: Mefjus, Maduk, Teddy Killerz, Jade & MNDSCP, Camo & Krooked, Fourward, Smooth, Dossa & Locuzzed, Ripple, Pixie, Akira, Furious Freaks, Voidsec, Madface, Bifidus Aktif, N:Force, Thiew, Switch, Far Horizon
- Návštěvnost: 2 500 účastníků
- 1 stage

Rok 2021 Let It Roll odstartoval akcí Renegade Prague: The Awakening, se kterou vzkříšili drum & bassovou sezónu. Na line upu nechyběli zahraniční headlineři, kteří během dvou červnových dní ovládli Křižíkovu Fontánu na Výstavišti.

#### Let It Roll: SAVE THE RAVE
- Místo konání: Letiště Milovice, Milovice
- Datum: 6.–7. 8. 2021
- DJs: Netsky, Noisia, Camo & Krooked b2b Mefjus, A.M.C, Kanine, Koven, Metrik, A-Cray, Andromedik, Forbidden Society, Imanu, Madface, MC Fava, Neonlight, Pythius, Rido, The Caracal Project & Skylark, Tom Finster, Zombie Cats a další
- Návštěvnost: 6 000 účastníků
- 3 stage

Pro fanoušky Beatworx byl uspořádán komornější SAVE THE RAVE, který měl za cíl oslavit společnou lásku hudbě, potkat se s drum & bassovou rodinou, zachránit rave a užít si poslední vystoupení Noisia na letním festivale. Na Let It Roll: Save The Rave navíc poprvé vystoupili Camo & Krooked v jedinečném b2b setu s Mefjusem. V rámci programu Rollin Green byla na festivalu poprvé představena třídící linka.[zdroj?]

#### The Renegade Festival 2021
- Místo konání: Beach Park Mlékojedy, Neratovice
- Datum: 20.–21. 8. 2021
- DJs: A.M.C, Culture Shock, Delta Heavy, Ed Rush, Abis, B-Complex, Jade & MNDSCP feat. Coppa, Kove, Millbrook, Muzz, Rido, Ripple, Something Something, Subtension, Tobax, 2K, Akira, Basstien, Beast:Mode, Bifidus Akitf, Blofeld, Candle Sauce, Fallen Gemikni, Furious Freaks, Krowak, Magicka, Mind:Freqnz, Monat, N:Force, Nelliq, One Way, Pe:Te, Promenade, Sayko, Schooler, Tony Terra, Twomix, Volume Plus
- Návštěvnost: 1 500 účastníků
- 1 stage

Po obrovských ohlasech se Let It Roll i další rok vrátil do Mlékojed na pokračování The Renegade Festivalu. Společně se zahraničními headlinery tak uzavřeli letní sezónu.

## Ocenění
Festival svou oblíbenost mezi fanoušky potvrdil umístěními v britské anketě DrumAndBass Arena Awards, ve světové anketě National DrumAndBass Awards a v Czech Drum&Bass Awards: vždy 1. místo.
- 2007 – 1. místo Český festival roku 2007 (Czech Drumandbass Awards)
- 2008 – 1. místo Festival roku 2008 (Czech Drumandbass Awards)
- 2009 – 1. místo Festival roku 2009 (Czech Drumandbass Awards)
- 2010 – 1. místo Festival roku 2010 (Czech Drumandbass Awards)
- 2011 – 1. místo Festival roku 2011 (Czech Drumandbass Awards)
- 2012 – 1. místo Český festival roku 2012 (Czech Drumandbass Awards)
- 2013 – 1. místo Festival roku 2013 (Czech Drumandbass Awards)
- 2014 – 1. místo Nejoblíbenější festival roku 2014 (DrumandBass Arena Awards)
- 2014 – 1. místo Outdoor festival roku 2014 (Czech Drumandbass Awards)
- 2014 – 3. Místo bestCOOLfest (bestCOOLfest, anketa TV Prima)
- 2015 – 1. místo Nejoblíbenější festival roku 2015 (DrumandBass Arena Awards)
- 2015 – 1. místo Nejlepší festival roku 2015 (BMA Bass Music Awards)
- 2015 – 1. místo Open Air festival roku 2015 (Czech Drumandbass Awards)
- 2015 – 1. místo Halová akce roku 2015 za Let It Roll Winter (Czech Drumandbass Awards)
- 2015 – 1. místo Česká crew roku 2015 (Czech Drumandbass Awards)
- 2015 – 1. místo bestCOOLfest (bestCOOLfest, anketa TV Prima)
- 2016 – 1. místo Nejoblíbenější festival roku 2016 (DrumandBass Arena Awards)
- 2016 – 1. místo Halová akce roku 2016 za Let It Roll Winter (Czech Drumandbass Awards)
- 2016 – 1. místo Open Air festival roku 2016 (Czech Drumandbass Awards)
- 2016 – 1. místo Česká crew roku 2016 (Czech Drumandbass Awards)
- 2016 – 2. Místo bestCOOLfest (bestCOOLfest, anketa TV Prima)
- 2017 – Achievement of the year (Nouvelle Prague)
- 2017 – 1. místo Promotér roku (DrumandBass Arena Awards)
- 2017 – 1. místo Nejoblíbenější festival roku 2017 (DrumandBass Arena Awards)
- 2018 – 1. místo nejoblíbenější festival roku 2018 (Drum&Bass Arena Awards)[15]
- 2019 – 1. místo Světová halová akce za Let it Roll Winter (Czech Drumandbass Awards)
- 2019 – 1. místo Světový festival roku 2019 (Czech Drumandbass Awards)
- 2019 – 1. místo Best Festival za Let It Roll 2019 (DrumandBass Arena Awards)
- 2020 – 1. místo Best Indoor Festival za Let It Roll Winter (Czech Drumandbass Awards)
- 2020 – 1. místo Best Open-Air Festival za Let It Roll presents The Renegade Festival (Czech Drumandbass Awards)
- 2020 – 3. místo Best Event za Let It Roll Winter 2020 (DrumandBass Arena Awards)
- 2020 – 1. místo Best Festival Let It Roll (Drum & Bass Awards Germany)
- 2020 – 1. místo Best Promoter Let It Roll (Drum & Bass Awards Germany)
- 2020 – 3. místo Best Event za Let It Roll Winter (Drum & Bass Awards Germany)